# Troctolite
La troctolite è una roccia magmatica intrusiva mafica, sottosatura in silice, composta essenzialmente da plagioclasio calcico (labradorite-bytownite) e olivina ricca in magnesio, con eventuali minori quantità di pirosseno. La tessitura è faneritica in gran parte idiomorfica, la grana medio-grossa. Il colore varia in funzione del contenuto di plagioclasio e olivina e del grado di alterazione.

## Etimologia
Il nome viene dal greco τρώκτης (troctos) = trota e λίθος (lithos) = pietra, per il suo aspetto maculato, simile alla pelle di alcune trote, dovuto ai fenocristalli scuri di olivina sul fondo chiaro dei plagioclasi.

## Caratteristiche e origine

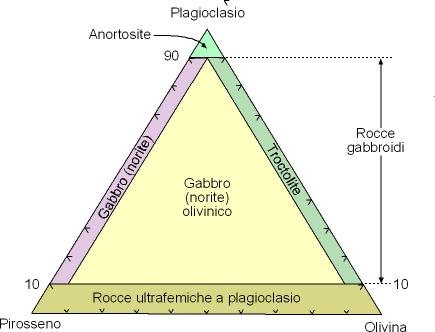
Diagramma ternario proposto dall’IUGS per classificare rocce contenenti Plagioclasio, Olivina e Pirosseno in base all’analisi modale

La troctolite si colloca tra le rocce mafiche a composizione ternaria Plagioclasio-Olivina-Pirosseno e viene classificata in base all’analisi modale utilizzando il diagramma proposto dall’IUGS. Il pirosseno non deve superare il 5% in volume e il rapporto volumetrico plagioclasio/pirosseno è maggiore di 9). Comuni accessori sono l'ilmenite e lo spinello cromifero. Spesso i cristalli di olivina si alterano in serpentino, aumentando il loro volume, e causando la formazione di fratture radiali nei cristalli circostanti. In questo caso i fenocristalli assumono varie colorazioni: giallo. verde, rosso, bruno e nero. Si potrebbe considerare la troctolite un gabbro olivinico fortemente impoverito in pirosseno. Tuttavia essa non ha le caratteristiche di una roccia derivata, come il gabbro, dalla fusione parziale di una peridotite. Questa, infatti, non può generare un magma privo di pirosseni. Il fatto che i cristalli siano in molti casi in gran parte isorientati e idiomorfi, cioè terminati da facce piane che rispecchiano l'abito cristallino del minerale, è una caratteristica tipica dei cristalli che si sono accumulati, separandosi per gravità dal fuso, alla base di un magma basaltico fluido e relativamente statico. Di fatto queste rocce vengono considerate ’’cumuliti’’ e fanno parte di grandi complessi intrusivi basici stratificati dove sono associate in regolari strati a duniti, pirosseniti, gabbri olivinici e anortositi e contengono importanti mineralizzazioni di metalli rari. Il fatto che queste regolari sequenze spesso si ripetano sovrapposte una all'altra numerose volte viene spiegato con successive iniezioni di nuovo magma a composizione costante nella camera magmatica. In alcuni casi troctoliti cumulitiche si formano per flottazione, al tetto della camera magmatica, di cristalli (soprattutto di plagioclasio) spinti in alto dal fuso più denso. In altri casi le troctoliti si originano per reazione di rocce ricche in olivina con fusi basaltici che si infiltrano in esse. Le troctoliti formano anche filoni circolari o conici attorno a plutoni di varia composizione.

## Distribuzione
In Italia: 

Troctoliti del Giurassico ricche in olivina si trovano nella porzione spezzina dell’Appennino ligure, al Passo del Bracco, a Scogna e a Rocchetta di Vara, in corpi di spessore fino a 80 m all'interno dei gabbri. Sono interpretate come prodotto di una reazione tra una matrice a cristalli di olivina e spinello e un fuso infiltrato di composizione e caratteri geochimici analoghi a quelli dei basalti tipo MORB (Mid Oceanic Ridge Basalt).
Nel mondo:

Le troctoliti sono diffuse in diversi complessi intrusivi basici stratificati (età in megaanni, Ma):
- Intrusione di Skaergaard (Groenlandia), 55,7 Ma: Troctoliti in blocchi staccati dal tetto dell'intrusione e affondati nel magma sottostante[2].
- Isola di Rùm (Scozia), 61-58 Ma[4].
- Complesso igneo di Stillwater (Montana, USA), 2700 Ma[2].
- Windimurra (Australia occidentale), 2800 Ma[2].
- Complesso di Giles, Musgrave Block occidentale (Australia occidentale), 1180-1200 Ma: formazione per flottazione al tetto di una singola camera magmatica[5].

In afforamenti non collegati a complessi stratificati:
- Flakstadøya (Isole Lofoten, Norvegia)[6].
- Complesso eruttivo di Lizard (Cornovaglia)[7].
- Massiccio anortositico di Morin, orogeno di Grenville (Québec, Canada), 1155 Ma[2].
- Meugueur-Meugueur (Niger): troctoliti in un filone conico di 65 km di diametro [2].
- Hamragarðaheiði, Eyjafjöll (Islanda)[8]
- In varie perforazioni profonde della dorsale medio atlantica sono state rinvenute troctoliti in più intervalli di spessore fino a 50 m nello strato dei gabbri, interpretati come risultato dell'impregnazione di una roccia ricca in olivina o di una pasta di cristalli da parte un fuso basaltico di tipo MORB (Mid Oceanic Ridge Basalt)[3].